# Humpunsaari
Humpunsaari är en ö i Finland. Den ligger i sjön Immalanjärvi och i kommunen Ruokolax i den ekonomiska regionen  Imatra ekonomiska region  och landskapet Södra Karelen, i den södra delen av landet, 240 km nordost om huvudstaden Helsingfors. Öns area är 10,1 hektar och dess största längd är 470 meter i sydöst-nordvästlig riktning.